# Gagrella albipunctata
Gagrella albipunctata is een hooiwagen uit de familie Sclerosomatidae.